# Edna (Kansas)
Edna – miasto w Stanach Zjednoczonych, w stanie Kansas, w hrabstwie Labette.